# Mtsensk
Huyện Mtsensk (tiếng Nga: ? райо́н) là một huyện hành chính tự quản (raion), của Tỉnh Orel, Nga. Huyện có diện tích 55 km², dân số thời điểm ngày 1 tháng 1 năm 2000 là 50300 người. Trung tâm của huyện đóng ở Mtsensk.